# Achtung Arzt!
Achtung Arzt! ist ein deutscher Fernsehfilm von Sat.1 mit Annette Frier in der Hauptrolle.

## Handlung
Dr. Sarah Sellner ist eine Assistenzärztin in einer Mainzer Unfallklinik. Sie leidet unter ihrem Freund Dr. Tusk, der ihr einen Heiratsantrag gemacht hat, aber nicht treu ist, und unter ihrem tyrannischen Chef Prof. Kortner. Als der Mainzer Rosenmontagszug viele Verletzte fordert und das Krankenhaus chronisch überlastet ist, ergibt sich eine Gelegenheit, es ihrem Chef heimzuzahlen, da dieser mit einem fiktiven Mitglied des Mombacher Carneval Vereins, Herrn Plöhn, einen Radunfall hatte. Dieser wird aus Rache auf ein Zimmer mit dem Opfer des Unfalls und einem nervigen Italiener geschickt. Außerdem bewirbt sich Dr. Sellner erfolgreich auf die Stelle der Oberärztin. Das Ende wird offengelassen, allerdings lädt der Klinikleiter Dr. Sellner zu einer „Extra-Wurst“ ein.

## Hintergrund
Der Film fand seine Erstausstrahlung als „FilmFilm“ am 22. Februar 2011 zur Prime Time auf Sat.1. Der von der Firma U5 Filmproduktion GmbH, an der Regisseur und Drehbuchautor Rolf Silber Anteile hat, hergestellte Film wurde bereits 2009 produziert.

## Rezeption

### Einschaltquoten
| Zuschauer | Zuschauer       | Zuschauer       | Marktanteil | Marktanteil     | Marktanteil     |
| Gesamt    | 14 bis 49 Jahre | 20 bis 59 Jahre | Gesamt      | 14 bis 49 Jahre | 20 bis 59 Jahre |
| --------- | --------------- | --------------- | ----------- | --------------- | --------------- |
| 3,43 Mio. | 1,84 Mio.       | 2,46 Mio.       | 10,5 %      | 14,6 %          | 14,1 %          |

### Kritiken
Die Kritiken waren sehr unterschiedlich:

„…Die Dosierung von Klamauk und Ernst haut nicht immer hin. Dafür sind die Figuren charmant, und die Persiflage auf den Klinikalltag ist echt lustig.“

„…Die Ausgeburt an dramaturgischen Stereotypen ist im Endeffekt tatsächlich recht launig […] das liegt zum einen an der Auswahl der Schauspieler […] das ist in einigen Szenen recht gut gelungen, wirkt in anderen Szenen aber so, als habe sich der Schnittpraktikant aus allen verfügbaren Effekten wahllos eine Handvoll herausgegriffen. Schade, dass die Low-Budget-Produktion aus Kostengründen auch ohne aufwendige Außendrehs auskommen muss und der Großteil des Films in den langweilig sterilen Räumen des Krankenhauses spielt. Insgesamt überzeugt die Idee von Regisseur und Drehbuchautor Rolf Silber zwar, statt langweiligem Alltag eine spezielle Ausnahmesituation in die Handlung einzubauen, bei der das ausgelutschte Liebesgedöns von der Dienstagsfilmfront teilweise wohltuend in den Hintergrund gerät, aber wirklich konsequent umgesetzt worden ist dieses Konzept nicht. Dazu gesellt sich die ein oder andere Länge im Film.“

Letztendlich gab Quotenmeter.de eine Bewertung von 55 %